# Aharon Karmi
Aharon Karmi, pierwotnie Aron Chmielnicki (ur. 1921 w Opocznie, zm. w listopadzie 2011 w Tel Mond) – żydowski działacz ruchu oporu podczas II wojny światowej, jeden z ostatnich żyjących uczestników powstania w getcie warszawskim.

## Życiorys
Urodził się w religijnej rodzinie żydowskiej; jego ojciec był piekarzem. Ukończył w rodzinnym mieście cheder, żydowską szkołę podstawową w Domu Esterki i następnie hebrajską szkołę Tarbut. Należał do syjonistycznej organizacji Gordonia.
Na początku okupacji niemieckiej znalazł się wraz z rodzicami i resztą rodziny w getcie w Opocznie. Wraz z siostrami, bratem i rodzicami zgłosił się na transport Żydów, którzy mieli być internowani w neutralnym kraju i deportowani do Palestyny w zamian za zwolnienie jeńców niemieckich. Transport wyruszył 5 stycznia 1943 w kierunku obozu zagłady w Treblince. Wraz z bratem udało mu się wyskoczyć z pociągu. Brat jednak nie przeżył skoku.
Przedostał się do getta warszawskiego. Jako bojownik Żydowskiej Organizacji Bojowej uczestniczył w powstaniu w getcie, a 29 kwietnia 1943 opuścił getto z innymi powstańcami i schronił się w lasach w Łomiankach pod Warszawą. Do zakończenia wojny walczył w oddziałach partyzanckich w lasach koło Wyszkowa. W 1945 wyemigrował z Polski do Palestyny.
W 2006 wziął udział w izraelskim filmie dokumentalnym „Ostatni żydowscy powstańcy”.